# Selina Jörg
Selina Jörg (Sonthofen, 24 januari 1988) is een Duitse snowboardster. Ze vertegenwoordigde haar vaderland op de Olympische Winterspelen 2010 in Vancouver, op de Olympische Winterspelen 2014 in Sotsji en op de Olympische Winterspelen 2018 in Pyeongchang.

## Carrière
Bij haar wereldbekerdebuut, in februari 2005 in Winterberg, scoorde Jörg direct wereldbekerpunten. Op de FIS wereldkampioenschappen snowboarden 2007 in Arosa eindigde ze als 31e op de parallelreuzenslalom en als 32e op de parallelslalom. Op 28 januari 2007 boekte de Duitse in Nendaz haar eerste wereldbekerzege. In Gangwon nam Jörg deel aan de FIS wereldkampioenschappen snowboarden 2009. Op dit toernooi eindigde ze als negende op de parallelslalom en als zeventiende op de parallelreuzenslalom. Tijdens de Olympische Winterspelen van 2010 in Vancouver eindigde ze als vierde op de parallelreuzenslalom.
Op de FIS wereldkampioenschappen snowboarden 2011 in La Molina eindigde de Duitse als achtste op de parallelreuzenslalom en als negentiende op de parallelslalom. In Stoneham nam Jörg deel aan de FIS wereldkampioenschappen snowboarden 2013. Op dit toernooi eindigde ze als vijftiende op de parallelreuzenslalom en als zeventiende op de parallelslalom. Tijdens de Olympische Winterspelen van 2014 in Sotsji eindigde ze als elfde op de parallelslalom en als dertiende op de parallelreuzenslalom.
Op de FIS wereldkampioenschappen snowboarden 2015 in Kreischberg eindigde de Duitse als vierde op de parallelslalom en als elfde op de parallelreuzenslalom. In de Spaanse Sierra Nevada nam Jörg deel aan de FIS wereldkampioenschappen snowboarden 2017. Op dit toernooi eindigde ze veertiende op de parallelslalom en als zestiende op de parallelreuzenslalom. Tijdens de Olympische Winterspelen van 2018 in Pyeongchang veroverde ze de zilveren medaille op de parallelreuzenslalom.
Op de FIS wereldkampioenschappen snowboarden 2019 in Park City werd de Duitse wereldkampioene op de parallelreuzenslalom, op de parallelslalom eindigde ze op de vijfde plaats. In Rogla nam Jörg deel aan de FIS wereldkampioenschappen snowboarden 2021. Op dit toernooi prolongeerde ze de wereldtitel op de parallelreuzenslalom, daarnaast behaalde ze de bronzen medaille op de parallelslalom. 

## Resultaten

### Olympische Winterspelen
| Jaar | Plaats      | Resultaten                                  |
| ---- | ----------- | ------------------------------------------- |
| 2010 | Vancouver   | 4e Parallelreuzenslalom                     |
| 2014 | Sotsji      | 11e Parallelslalom 13e Parallelreuzenslalom |
| 2018 | Pyeongchang | Parallelreuzenslalom                        |

### Wereldkampioenschappen
| Jaar | Plaats        | Resultaten                                  |
| ---- | ------------- | ------------------------------------------- |
| 2007 | Arosa         | 32e Parallelslalom 31e Parallelreuzenslalom |
| 2009 | Gangwon       | 9e Parallelslalom 17e Parallelreuzenslalom  |
| 2011 | La Molina     | 19e Parallelslalom 8e Parallelreuzenslalom  |
| 2013 | Stoneham      | 17e Parallelslalom 15e Parallelreuzenslalom |
| 2015 | Kreischberg   | 4e Parallelslalom 11e Parallelreuzenslalom  |
| 2017 | Sierra Nevada | 14e Parallelslalom 16e Parallelreuzenslalom |
| 2019 | Park City     | 5e Parallelslalom · Parallelreuzenslalom    |
| 2021 | Rogla         | Parallelslalom · Parallelreuzenslalom       |

### Wereldbeker
Eindklasseringen
| Seizoen   | Algm | PAR    | PGS    | PSL    |
| --------- | ---- | ------ | ------ | ------ |
| 2004/2005 | –    | 80e    | –      | –      |
| 2005/2006 | 114e | 44e    | –      | –      |
| 2006/2007 | 22e  | 14e    | –      | –      |
| 2007/2008 | 43e  | 19e    | –      | –      |
| 2008/2009 | 25e  | 11e    | –      | –      |
| 2009/2010 | 46e  | 21e    | –      | –      |
| 2010/2011 | 31e  | 20e    | –      | –      |
| 2011/2012 | –    | 14e    | –      | –      |
| 2012/2013 | –    | 16e    | 16e    | 13e    |
| 2013/2014 | –    | 8e     | 9e     | 7e     |
| 2014/2015 | –    | 6e     | 7e     | 6e     |
| 2015/2016 | –    | 12e    | 12e    | 14e    |
| 2016/2017 | –    | 15e    | 11e    | 20e    |
| 2017/2018 | –    | Zilver | Zilver | Zilver |
| 2018/2019 | –    | Zilver | Zilver | Zilver |
| 2019/2020 | –    | Brons  | Zilver | Brons  |

Wereldbekerzeges
| Datum           | Plaats     | Onderdeel            |
| --------------- | ---------- | -------------------- |
| 28 januari 2007 | Nendaz     | Parallelslalom       |
| 17 maart 2018   | Winterberg | Parallelslalom       |
| 19 januari 2019 | Rogla      | Parallelreuzenslalom |